# جوزف کوبلا وماکور
جوزف کوبلا وماکور (انگلیسی: Joseph Kobla Wemakor؛ زادهٔ) یک روزنامه‌نگار آزاد غنائی و (سردبیر سایت خبری غنا و خبرنگار رادیو FM) است، او مدافع توسعه پایدار، حامی تغییر در گرمای زمین و گازهای گلخانه‌ای است. وی طرفدار حقوق بشر و یک فعال در این زمینه است. او همچنین معاون رسانه و ارتباطات غنا از بنیاد سازمان لومومبا است است. جوزف در راستای علاقه خود به عنوان یک فعال حقوق بشر گزارشگران حقوق بشر غنا (HRRG) را تأسیس کرد. این یک سازمان مردم‌نهاد است که می‌خواهد به نقض حقوق بشر علیه زنان و کودکان در داخل و خارج از غنا پایان دهد.

## گزارشگران حقوق بشر غنا
گزارشگران حقوق بشر غنا یک سازمان غیردولتی است که هدف آن از بین بردن تبعیض در جامعه و دفاع از حقوق بشر، به ویژه برای زنان و کودکان است. نقش سازمان‌های غیردولتی آگاهی‌رسانی به مردم از خطرات آدم‌ربایی، سوء استفاده از نوجوانان، و ایجاد یک برنامه آموزشی سراسری در کشور است. در تاریخ ۳۱ ژوئیه سال ۲۰۱۹، ۶۰۰۰ دانش آموز مدارس سراسر غنا از آموزش تمرین حساسیت بهره‌مند شدند.

## نقش در بنیاد PLO لومومبا
بنیاد PLO لومومبا یک سازمان مردم‌نهاد است که در سال ۱۹۹۰ به عنوان یک شرکت محدود به ثبت رسید. این بنیاد توسط پاتریس لومومبا، وکیل کنیایی و مدافع حقوق بشر تأسیس شد، این بنیاد با هدف کمک به تحقق رویاهای دانشجویان دانشگاهی و نیازمند تأسیس شد و جوزف وماکور معاون بنیاد بخش غنا در فوریه سال ۲۰۱۹ شد.

## حمایت از تغییرات اقلیمی
در اکتبر ۲۰۱۹، او در بین ۱۹ روزنامه‌نگاری بود که از سراسر آفریقا برای کسب آموزش مهارت‌ها و دانش تغییر اقلیم در آدیس آبابا، اتیوپی انتخاب شدند. این برنامه آموزشی توسط شبکه دانش اقلیم و توسعه (CDKN) و با همکاری هیئت بین دولتی تغییر اقلیم (IPCC) و آب و هوای آینده برای آفریقا (FCFA) سازماندهی شد.